# Наш пријатељ Пепи
„Наш пријатељ Пепи” је југословенски ТВ филм из 1968. године. Режирао га је Србољуб Станковић а сценарио је написао Миливоје Мајсторовић.

## Улоге
| Глумац         | Улога |
| -------------- | ----- |
| Драган Николић |       |
| Божидар Стошић |       |